# Chapelle Saint-Jacques de Bagnolet
Pour les articles homonymes, voir Chapelle Saint-Jacques.
La chapelle Saint-Jacques, située 41 rue Louise-Michel à Bagnolet, est une chapelle affectée au culte catholique.
Elle dessert notamment le cimetière Raspail, situé en face.

## Description
C'est un édifice rectangulaire en béton avec un pignon de façade surmonté d'un haut clocher-mur supportant l'unique cloche.
Le bâtiment est orienté nord-ouest et se termine par un chevet plat.

## Historique
Cette chapelle est construite pendant la deuxième moitié du XXe siècle. Elle fait partie de la paroisse Saint-Leu-Saint-Gilles.